# Lara-Award
Der Lara-Award war eine Auszeichnung aus Deutschland, die von 2007 bis 2014 jährlich für Computer- und Videospiele vergeben wurde. Veranstalter war zunächst der Verlag G+J Entertainment Media, später der Nachfolger Busch Entertainment Media. Zwischen 2010 und 2014 wurde der Preis zusammen mit dem Deutschen Computerspielpreis verliehen. Mit Ende der Kooperation im Jahr 2014 wurde der Award nicht mehr vergeben.

## Die Kategorien
- 1. LARA Family Award – Für das beste Spiel ohne Altersbeschränkung
- 2. LARA Kids Award – Für das beste Spiel ab 6 Jahre
- 3. LARA Teen Award – Für das beste Spiel ab 12 Jahren
- 4. LARA Youth Award – Für das beste Spiel ab 16 Jahren

Spezialpreise:
- 5. LARA Education Award
- 6. LARA Kino Award
- 7. LARA TV Award
- 8. LARA Music Award
- 9. LARA Action Award
- 10. LARA Publikumspreis
- 11. LARA Startup Award
- 12. Lara of Honour, Preis für das Lebenswerk
- 13. Lara Online Award

## Die Preisträger 2007
Die Verleihung des Lara-Awards fand zum ersten Mal am 9. Mai 2007 im Hotel Bayerischer Hof in München statt und wurde von Nova Meierhenrich moderiert.
- Family Award: Dr. Kawashimas Gehirn-Jogging – Wie fit ist Ihr Gehirn?
- Kids Award: Anno 1701
- Teen Award: Motorstorm
- Youth Award: Lara Croft: Tomb Raider – Legend

- Education Award: LUKA und das geheimnisvolle Silberpferd
- Kino Award: 7 Zwerge – Ein Spiel ist nicht genug ... – PC-Spiel zum Kinofilm 7 Zwerge – Der Wald ist nicht genug
- TV Award: Alarm für Cobra 11 – Nitro – PC-Spiel zur gleichnamigen Fernsehserie
- Music Award: Guitar Hero II
- Startup Award: Chimera Entertainment

## Die Preisträger 2008
Die zweite Verleihung fand am 15. Mai 2008 im Arabella Sheraton Grand Hotel München statt und wurde wie im Vorjahr von Nova Meierhenrich moderiert.
- Family Award: Project Gotham Racing 4
- Kids Award: Mario & Sonic bei den Olympischen Spielen
- Teen Award: Die Simpsons – Das Spiel
- Youth Award: Assassin’s Creed
- Education Award: Genius –  Im Zentrum der Macht
- Kino Award: Ratatouille – PC-Spiel zum gleichnamigen Kinofilm
- TV Award: High School Musical: Sing It!
- Music Award: SingStar – Die Toten Hosen
- Action Award: The Witcher
- Publikumspreis: Dr. Kawashima: Mehr Gehirn-Jogging
- Startup Award: Artificial Technology GmbH - Middleware „EKI One“

## Die Preisträger 2009
Die dritte Verleihung des Lara-Awards fand am 24. Juni 2009 im Kölner Coloneum statt und wurde von Nazan Eckes moderiert. Folgende Preisträger wurden ausgezeichnet:
- Lara of Honour, Preis für sein Lebenswerk, Tetris-Erfinder Alexey Pajitnov
- Lara Education Award für 2weistein: Lernen – Trainieren – Spielen (Brainmonster Studios)
- Family Award: Little Big Planet (Sony)
- Kids Award: Edna bricht aus (Daedalic)
- Teen Award: Das Schwarze Auge: Drakensang (dtp entertainment)
- Youth Award: Mirrors Edge (Electronic Arts)
- Action Award: Fallout 3 (Ubisoft)
- Online Award: World of Warcraft: Wrath of the Lich King (Activision Blizzard)
- Kino Award: DWK5 – Hinter dem Horizont (The Games Company)
- TV Award: Germany’s Next Topmodel 2009 (SevenOne Intermedia)
- Musik Award: Guitar Hero World Tour (Activision Blizzard)
- E-Sportler des Jahres: Turtle Entertainment

## Die Preisträger 2010
Die Verleihung des vierten Lara-Awards fand am 30. Juni 2010 in Köln im Staatenhaus am Rheinpark statt. Moderiert wurde die Veranstaltung wie schon im Vorjahr von Nazan Eckes.
- Family Award: Scribblenauts
- Kids Award: New Super Mario Bros. Wii
- Teen Award: Final Fantasy XIII
- Youth Award: Heavy Rain

- Education Award: Winterfest – Das Lernspiel
- Action Award: Call of Duty: Modern Warfare 2
- Publikumspreis: Red Dead Redemption
- Startup Award: addmore games UG
- Lara of Honour, Preis für das Lebenswerk Nolan Bushnell, Gründer von Atari
- Online Award: Farmerama

- Innovation des Jahres: NVIDIA 3D Vision
- Händler des Jahres: Müller Ltd. & Co.KG
- Publisher des Jahres: Electronic Arts
- Special Award: rondomedia Marketing & Vertriebs GmbH (astragon Software)